# Henry Ingraham Blake
Pour les articles homonymes, voir Blake.
Henry Ingraham Blake, appelé aussi Harry Blake (1789-1864), est un journaliste américain du début du XIXe siècle qui a contribué au développement du port de Boston.

## Biographie
Imprimeur de profession, qui vendait ses services comme journalier, Henry Ingraham Blake est le cofondateur en 1793 du New England Palladium, un journal qui aura quatre décennies d'existence mais dont la première appellation, lors de sa création, est le Massachusetts Mercury, sous la direction de Samuel Etheridge et Alexander Young. En 1801, il est rebaptisé New England Palladium et se veut impartial sur le plan politique, sous la direction de Warren Dutton.
Henry Ingraham Blake est le responsable de la partie la plus recherchée du journal, les nouvelles maritimes. Lors des arrivées de bateaux dans le port de Boston, dès leur apparition à l'horizon, il se rendait à leur rencontre pour prendre connaissance du contenu des journaux transportés et des nouvelles fraîches. 
Il est recruté par la Journal of Commerce pour pratiquer la même activité dans le port de New York
. À partir de 1828, son journal change de mains plusieurs fois puis est intégré au Centinel puis au Boston Adviser. N'ayant pas trouvé le succès à New York, Henry Ingraham Blake revient dans ville pour travailler pour le Boston Courier.
Il a eu deux concurrents, John Lang, propriétaire du New York Gazette et la "Coffee room" de Samuel Topliff, qui allaient, eux aussi, à la rencontre des navires en provenance de l'Europe, dans le port de Boston.